# Црна летећа веверица
Црна летећа веверица (лат. Aeromys tephromelas) је сисар из реда глодара (Rodentia) и породице веверица (Sciuridae).

## Распрострањење
Ареал врсте је ограничен на мањи број држава. Врста је присутна у следећим државама: Малезија, Тајланд, Индонезија и Брунеј.

## Станиште
Станишта врсте су шуме и брдовити предели. Врста је присутна на подручју острва Борнео и Суматра у Индонезији.

## Угроженост
Подаци о распрострањености ове врсте су недовољни.